# Udaya Comedy
Udaya Comedy est une chaîne de télévision comique en langue Kannada présente sur le réseau Sun TV, en Inde. Udaya Comedy fait partie d'Udaya TV qui sert également des chaînes de télévision commerciales en langue kannada.